# 瓦格纳 (南达科他州)
，是美国南达科他州下属的一座城市。根据2010年美国人口普查，该市有人口1,566人。2011年估计该市人口约有1,581人，年增长率为0.96%。